# (21108) 1992 QT
(21108) 1992 QT es un asteroide perteneciente al cinturón de asteroides, descubierto el 31 de agosto de 1992 por Eleanor F. Helin desde el Observatorio del Monte Palomar, Estados Unidos.

## Designación y nombre
Designado provisionalmente como 1992 QT.

## Características orbitales
1992 QT está situado a una distancia media del Sol de 2,312 ua, pudiendo alejarse hasta 2,739 ua y acercarse hasta 1,885 ua. Su excentricidad es 0,185 y la inclinación orbital 26,432 grados. Emplea 1283,94 días en completar una órbita alrededor del Sol.

## Características físicas
La magnitud absoluta de 1992 QT es 14,25. Tiene 6,666 km de diámetro y su albedo se estima en 0,100.